# Strażnica WOP Graniczne Budy
Strażnica Wojsk Ochrony Pogranicza Graniczne Budy – nieistniejący obecnie pododdział Wojsk Ochrony Pogranicza pełniący służbę graniczną na granicy polsko-czechosłowackiej.

Strażnica Straży Granicznej Graniczne Budy/w Kowarach – nieistniejąca obecnie graniczna jednostka organizacyjna Straży Granicznej realizująca zadania bezpośrednio w ochronie granicy państwowej z Czechosłowacją/Republiką Czeską.

## Formowanie i zmiany organizacyjne
W marcu 1953, w strukturze 81 batalionu Wojsk Ochrony Pogranicza, została sformowana strażnica WOP kategorii III Graniczne Budy. Przystąpiła ona do ochrony granicy państwowej 25 maja 1953 . W wyniku reorganizacji Sudeckiej Brygady WOP przejęła ponad kilometrowy górski odcinek granicy państwowej, wchodząc jako 27 strażnica w skład Łużyckiej Brygady WOP. 
Od 15 marca 1954 wprowadzono nową numerację strażnic, a strażnica Graniczne Budy III kategorii otrzymała nr 1 w skali kraju. 
W 1956 rozpoczęto numerowanie strażnic na poziomie brygady. Strażnica I kategorii Graniczne Budy była 1. w 8 Brygadzie Wojsk Ochrony Pogranicza.

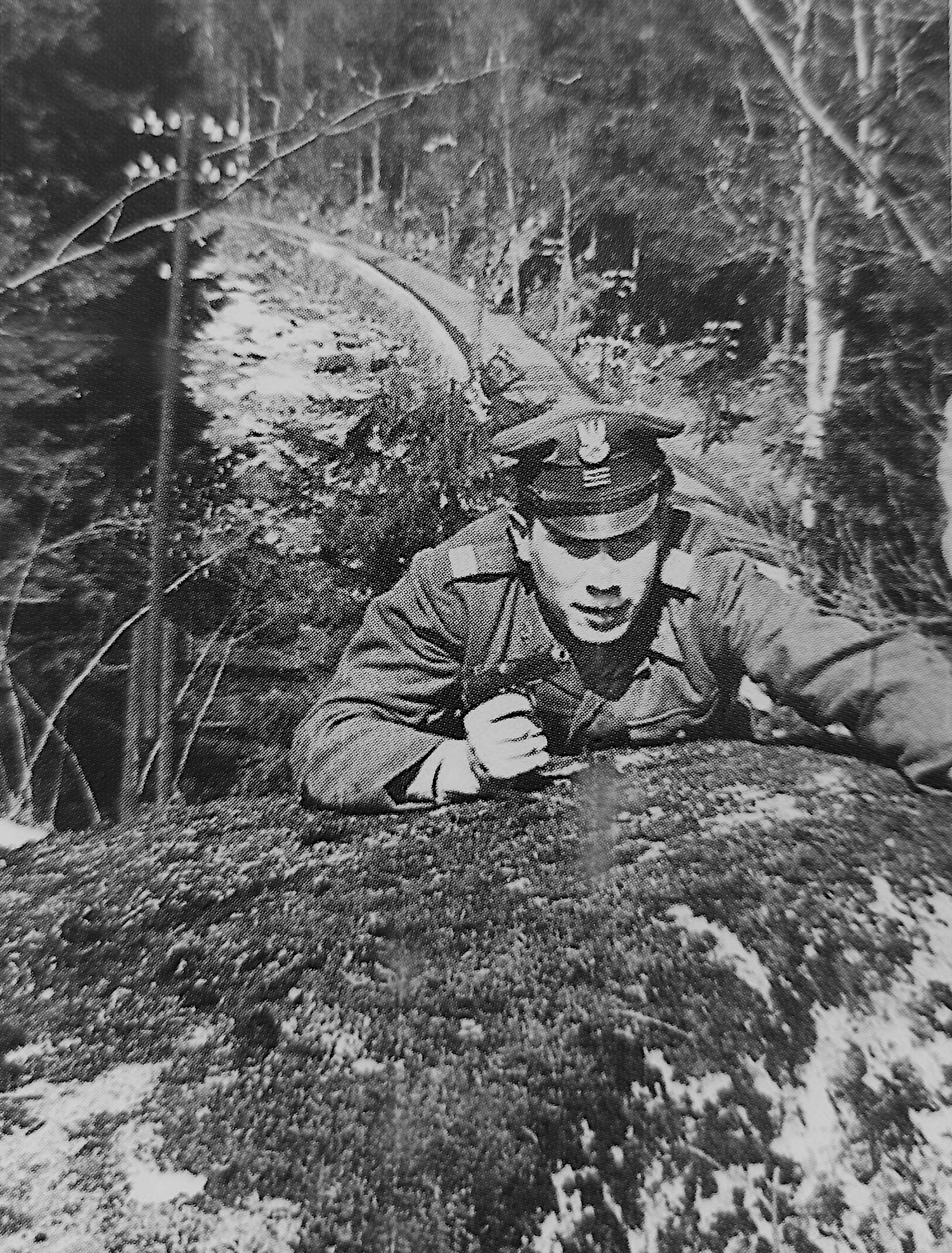
Żołnierz WOP na obserwacji (1964)

W 1960, po kolejnej zmianie numeracji, strażnica posiadała numer 28 i zakwalifikowana była do kategorii III w 8 Łużyckiej Brygadzie WOP . W 1964 strażnica WOP nr 27 Graniczne Budy uzyskała status strażnicy lądowej i zaliczona została do III kategorii.
W 1976 batalion zabezpieczał łączność telefoniczną. Linia zamontowana była na słupach pomiędzy batalionem a strażnicą. Słupy telefoniczne zdemontowane zostały w latach 80. Wojsko wydzierżawiło łącza telefoniczne od Telekomunikacji Polskiej i nie było potrzeby utrzymywania własnej łączności. Niezależnie od sieci łączności batalionu ze strażnicami, istniała sieć łącząca strażnicę z terenem, który jej podlegał. Sieć poprowadzona była wzdłuż pasa drogi granicznej. Jeśli żołnierz podczas służby chciał się połączyć ze strażnicą, rozkręcał złączki na drutach, przyczepiał krokodylki do drutów, kręcił korbką, aparatu telefonicznego, który nosił przy sobie. W tym czasie w strażnicy spadały klapki, a dyżurny wsadzał sznur do gniazdka centrali telefonicznej CB-20. Gdy obaj wykonali te czynności, mogli zacząć rozmowę. Wymóg był taki, że na styku z sąsiednią strażnicą element służby granicznej musiał się połączyć z dyżurnym–operacyjnym strażnicy (DOS) i zameldować dojście do styku, tam był niższy słup ze skrzynką telefoniczną. Batalion wyposażony był w radiotelefony, ale były zbyt duże i ciężkie, by żołnierze patrolujący góry mogli je nosić ze sobą. Dyżurni–operacyjni mieli radiostacje, ale one też były bardzo dużych rozmiarów.

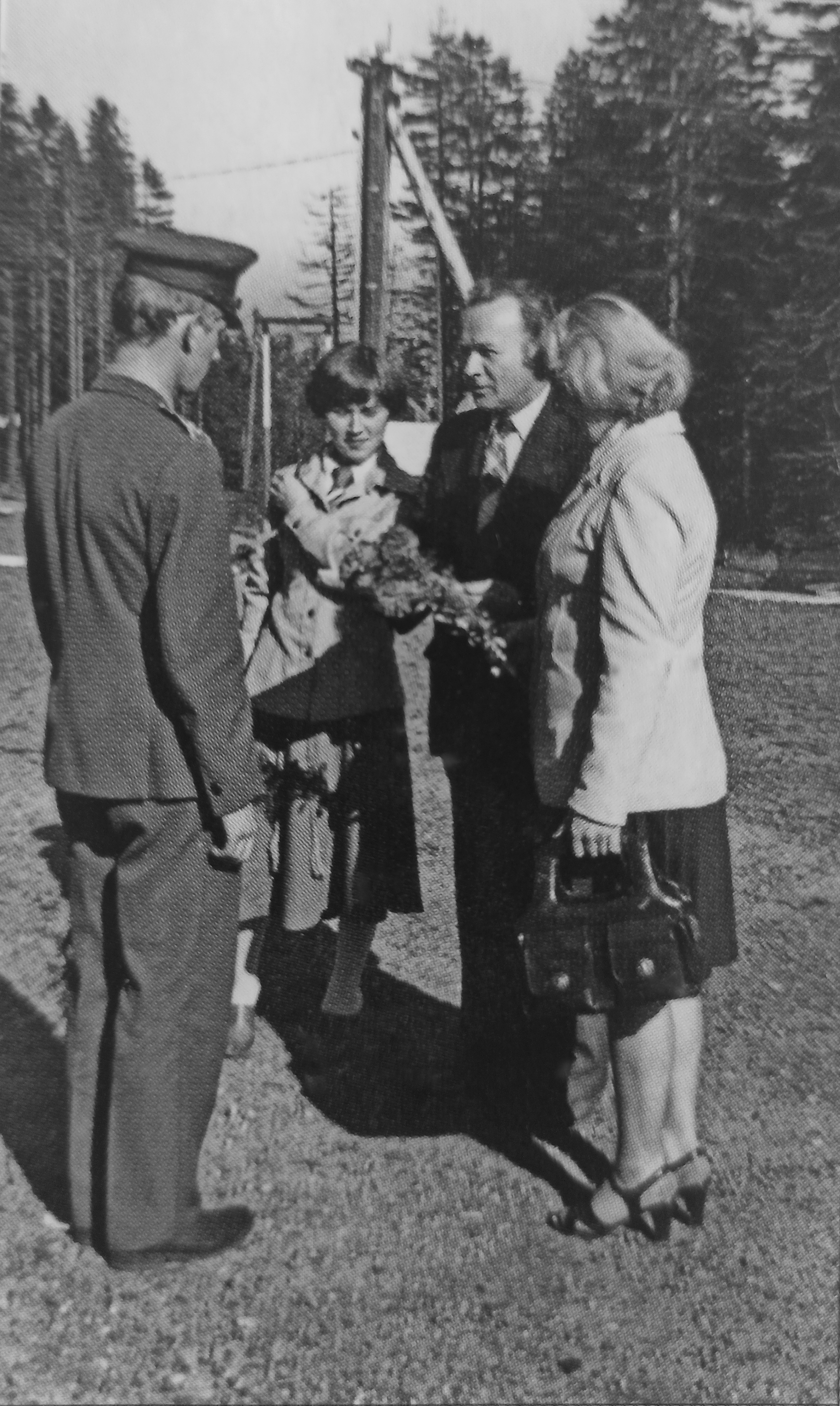
Żołnierz WOP otrzymuje kwiaty od ludności cywilnej (1980–1987)

Opis wyposażenia strażnicy Graniczne Budy z lat służby przez ppłk. SG Mirosława Góreckiego 01.10.1987–30.11.2006):
[...] Za mojego dowództwa starałem się o nią dbać. Zorganizowaliśmy nawet pokoje gościnne na wynajem 50 miejsc! Połowę zarobku oddawaliśmy do Lubania, a połowę mieliśmy na remonty strażnicy. Nasze wyposażenie transportowane stanowiły ułaz, żuk, dwa konie, wóz. Mieliśmy kuchnię, która gotowała dla niemal stu żołnierzy. Tylu nas było w latach osiemdziesiątych. Czterech zawodowych, reszta w służbie zasadniczej. Wyżywienie dowoziliśmy z Kowar, chleb odbieraliśmy z piekarni koło poczty, przywoziliśmy też co pewien czas pół świni, pół wołu...
Na strażnicy były hodowane świnie, karmione resztkami jedzenia oraz funkcjonował ogródek warzywny. Taka gospodarka trwała do 1989. Potem żołnierzy ubywało, więc zaprzestano prowadzenia tej działalności. Zgodnie z normą żołnierz dziennie otrzymywał 4400 kalorii w tym dodatek górski.
Strażnica WOP Graniczne Budy na Przełęczy Okraj do 15 maja 1991 była w strukturach Łużyckiej Brygady Wojsk Ochrony Pogranicza.
Straż Graniczna:
16 maja 1991 po rozwiązaniu Wojsk Ochrony Pogranicza, strażnica w Granicznych Budach została włączona w struktury Łużyckiego Oddziału Straży Granicznej i otrzymała nazwę Strażnica Straży Granicznej Graniczne Budy  (Strażnica SG  Graniczne Budy).
Zgodnie z Zarządzeniem Komendanta Głównego Straży Granicznej z dnia 28 grudnia 2000 otrzymała nazwę Strażnica Straży Granicznej w Kowarach  (Strażnica SG w Kowarach).
Strażnica ulokowana była w trzech budynkach, w których wcześniej funkcjonował niemiecki Grenzschutz. Pierwszy, to budynek administracyjny. Mieściły się tam kancelarie, pomieszczenie dyżurnego-operacyjnego strażnicy, sala odpraw elementów do służby i świetlica. W drugim funkcjonowała kuchnia, stołówka, izby żołnierskie oraz magazyny: mundurowy, żywnościowy itp. W trzecim budynku były mieszkania kadry. W piwnicach przechowywany był węgiel na opał. Przez kilka lat po opuszczeniu obiektów przez Straż Graniczną obiekt niszczał, aż został kupiony. Funkcjonuje jako schronisko Amelkowa Chata. Na miejscu stajni i garażu zbudowany został budynek z bali drewnianych.
Strażnica SG w Kowarach funkcjonowała do 23 sierpnia 2005, kiedy to została przekształcona w placówkę Straży Granicznej w Kowarach (Placówka SG w Kowarach).

## Ochrona granicy
W 1958, w strażnicy zorganizowano drużynę służby niemundurowej N – w ubraniach cywilnych (żołnierze zasadniczej służby), celem zabezpieczenia ruchu turystycznego wzdłuż granicy państwowej tj. Drogi Przyjaźni.
W styczniu 1964 na Przełęczy Okraj otwarto punkt kontroli ruchu turystycznego, na bazie którego rok później utworzono Placówkę Kontroli Ruchu Turystycznego, której załoga wykonywała kontrolę graniczną i celną osób, towarów oraz środków transportu:
- Przełęcz Okraj-Pomezní Boudy.

W ochronie granicy dowódcy strażnicy ściśle współpracowali ze swoimi odpowiednikami tj. naczelnikami placówek OSH (Ochrana Statnich Hranic) CSRS.
Straż Graniczna:
Komendanci strażnicy współdziałali w zabezpieczeniu granicy państwowej z placówkami po stronie czeskiej cizinecké policie RCPP.
Opis ochrony granicy na odcinku strażnicy SG Graniczne Budy z lat służby przez ppłk. SG Mirosława Góreckiego 01.10.1987–30.11.2006:
[...] Poważny problem mieliśmy w latach dziewięćdziesiątych z Rumunami. Zaczęły do nas spływać sygnały, ze nagle pojawiają się w Karpaczu i wsiadają do taksówek. Początkowo nie mieliśmy pojęcia, skąd wzięli się na naszym terenie. Uruchomiliśmy naszych płatnych informatorów, daliśmy znać o wszystkim Czechom, sprawdzaliśmy starannie szlaki wiodące przez góry. Ciągle jednak nie mieliśmy klucza do rozwikłania zagadki, skąd nagle u nas tylu Rumunów... W końcu Czesi wpadli na trop. Okazało się, że Rumuni przyjeżdżali do Trutnova, tam spali w hotelu, a potem gdy była ładna pogoda, podwożeni byli przez czeskich taksówkarzy na początek Malej Upy – wysiadali koło ostrego zakrętu. Kierowcy pokazywali im górę nad Okrajem i mówili, że jak przejdą przez nią i zobaczą w dole światła, to będą już w Polsce.. Rumuni nie mieli więc jedynego wytyczonego szlaku, ale szli przed siebie, różnymi drogami i ścieżkami. Dlatego nie sposób było ustalić jednego sposobu przedostawania się ich przez zieloną granicę. Każda grupa robiła to po swojemu...
2 lipca 1997, na odcinku strażnicy zostało uruchomione przejście graniczne na szlaku turystycznym w którym odprawę graniczną i celną osób, towarów, i środków transportu, wykonywała załoga strażnicy:
- Sowia Przełęcz-Soví Sedlo (Jelenka).

## Wydarzenia
Opis wydarzenia na odcinku strażnicy WOP Graniczne Budy z lat służby przez st. chor. Antoniego Gromko w 1976–1977:
[...] Najmocniej utkwiło mi zdarzenie, do którego doszło w 1977. Byłem wtedy już na Okraju pół, czułem się obeznany ze służbą w górach. Około godz. 15 rozpętała się, zupełnie nagle, jak to w górach, burza. Byliśmy wszyscy na dyżurce, wyłączyliśmy wszystko, ale dwóch naszych wyszło na patrol tuż przed burzą. Mięli skontrolować odcinek długości pięciu kilometrów. Po dwudziestu minutach jeden z nich wpada do dyżurki w ręku trzyma dwie bronie i mówi, że kolegę uderzył piorun! Zabezpieczył go, położył w krzakach. Decyzja: ja, młody i wysportowany, oraz dwóch żołnierzy z noszami, starymi, jeszcze drewnianymi rączkami, do niego pod górę (Okraj jest na wysokości 1046 metrów nad poziomem morza, a Czoło na 1266). Wybiegaliśmy, co uderzenie pioruna, my na ziemię... Z 50 razy tak padaliśmy. Żołnierz leżał trzy kilometry od strażnicy. Kontakt z nim był, tylko nie mógł ruszać ani nogą, ani ręką, Wzięliśmy go na nosze i z powrotem do strażnicy. Tu już czekało pogotowie.. Zabrano go do szpitala. Miał poparzoną część ciała, na której wisiała radiostacja. Eksperci uznali, że piorun nie uderzył w niego, ale w maszt antenowy przy strażnicy, w efekcie nałożyły się fale.
Straż Graniczna:
- 1992 – otrzymano na wyposażenie samochody Land Rover Defender I 110, skutery śnieżne, z czasem czterokołowce. To była nowa, wyższa jakość po GAZ-69 i UAZ 469 oraz skuterach śnieżnych Buran, które spalały dużą ilość paliwa i były awaryjne. Nowe skutery Scandic były szybkie, zwrotne i wygodniejsze[16].

## Strażnice sąsiednie
- 1 strażnica WOP Niedomirów IV kat. ⇔ 27 strażnica WOP Schronisko pod Śnieżką IV kat. – 31.12.1959
- 1 strażnica WOP Niedomirów lądowa III kat. ⇔ 26 strażnica WOP Schronisko pod Śnieżką lądowa III kat. – 01.01.1964.
- Strażnica WOP Niedamirów ⇔ Strażnica WOP Śląski Dom – 1976[11]
- Strażnica WOP Niedamirów ⇔ Strażnica WOP Śnieżka – 1990.

## Dowódcy/komendanci strażnicy
- por. Bęc (od 03.1953)
- por. Henryk Kuligowski
- por. Antoniak
- por./kpt. Józef Marczuk (do 1967)[f]
- por. Mieczysław Matczak p.o. (1967–był w 1968)
- ppor. Józef Wesołowski
- Tadeusz Łapki
- Ryszard Kowalczyk
- Jan Kochanowski
- ppor./por. Tadeusz Wieciech (1979–1987)[17]
- ppor./por. Mirosław Górecki (01.10.1987[18]–15.05.1991)[19][18]

Komendanci strażnicy SG:
- por. SG/mjr SG Mirosław Górecki[19] (16.05.1991–23.08.2005) – do przekształcenia[9].